# Petit Le Mans 2020
Navigation
Édition précédente Édition suivante
La 23e édition du Petit Le Mans 2020 (officiellement appelé le 2020 Motul Petit Le Mans) a été une course de voitures de sport organisée sur le circuit de Road Atlanta eu Géorgie, aux États-Unis, qui s'est déroulée du 14 octobre 2020 au 17 octobre 2020. Il s'agissait de la manche manche du championnat United SportsCar Championship 2020 et toutes les catégories de voitures du championnat ont participé à la course.

## Qualifications

### Classement de la course
Voici le classement provisoire au terme de la course.
- Les vainqueurs de chaque catégorie sont signalés par un fond jauni.
- Pour la colonne Pneus, il faut passer le curseur au-dessus du modèle pour connaître le manufacturier de pneumatiques.

| Pos                    | Classe | no  | Écurie                                                   | Pilotes                                            | Châssis                        | Pneus | Tours | Temps      |     |    |                                 |                                               |                  |   |     |                      |
| ---------------------- | ------ | --- | -------------------------------------------------------- | -------------------------------------------------- | ------------------------------ | ----- | ----- | ---------- | --- | -- | ------------------------------- | --------------------------------------------- | ---------------- | - | --- | -------------------- |
| Pos                    | Classe | no  | Écurie                                                   | Pilotes                                            | 1                              | Pneus | Tours | Temps      | DPi | 10 | Konica Minolta Cadillac DPi-V.R | Renger van der Zande Ryan Briscoe Scott Dixon | Cadillac DPi-V.R | M | 460 | 10 h 00 min 22 s 332 |
| Cadillac 5,5 l V8 Atmo |        |     |                                                          |                                                    | 1                              |       |       |            | DPi | 10 | Konica Minolta Cadillac DPi-V.R | Renger van der Zande Ryan Briscoe Scott Dixon |                  | M | 460 | 10 h 00 min 22 s 332 |
| 2                      | DPi    | 7   | Acura Team Penske                                        | Hélio Castroneves Ricky Taylor Alexander Rossi     | Acura ARX-05                   | M     | 460   | + 0 s 429  |     |    |                                 |                                               |                  |   |     |                      |
| 2                      | DPi    | 7   | Acura Team Penske                                        | Hélio Castroneves Ricky Taylor Alexander Rossi     | Acura AR35TT 3,5 l V6 Turbo    | M     | 460   | + 0 s 429  |     |    |                                 |                                               |                  |   |     |                      |
| 3                      | DPi    | 6   | Acura Team Penske                                        | Dane Cameron Juan Pablo Montoya Simon Pagenaud     | Acura ARX-05                   | M     | 460   | + 1 s 236  |     |    |                                 |                                               |                  |   |     |                      |
| 3                      | DPi    | 6   | Acura Team Penske                                        | Dane Cameron Juan Pablo Montoya Simon Pagenaud     | Acura AR35TT 3,5 l V6 Turbo    | M     | 460   | + 1 s 236  |     |    |                                 |                                               |                  |   |     |                      |
| 4                      | DPi    | 5   | Mustang Sampling Racing avec JDC Miller Motorsports      | Tristan Vautier Sébastien Bourdais Loic Duval      | Cadillac DPi-V.R               | M     | 460   | + 3 s 700  |     |    |                                 |                                               |                  |   |     |                      |
| 4                      | DPi    | 5   | Mustang Sampling Racing avec JDC Miller Motorsports      | Tristan Vautier Sébastien Bourdais Loic Duval      | Cadillac 5,5 l V8 Atmo         | M     | 460   | + 3 s 700  |     |    |                                 |                                               |                  |   |     |                      |
| 5                      | DPi    | 31  | Whelen Engineering Racing                                | Felipe Nasr Pipo Derani Filipe Albuquerque         | Cadillac DPi-V.R               | M     | 458   | + 2 tours  |     |    |                                 |                                               |                  |   |     |                      |
| 5                      | DPi    | 31  | Whelen Engineering Racing                                | Felipe Nasr Pipo Derani Filipe Albuquerque         | Cadillac 5,5 l V8 Atmo         | M     | 458   | + 2 tours  |     |    |                                 |                                               |                  |   |     |                      |
| 6                      | LMP2   | 8   | Tower Motorsport par Starworks                           | John Farano Mikkel Jensen Job van Uitert           | Oreca 07                       | M     | 450   | + 10 tours |     |    |                                 |                                               |                  |   |     |                      |
| 6                      | LMP2   | 8   | Tower Motorsport par Starworks                           | John Farano Mikkel Jensen Job van Uitert           | Gibson GK428 4,2 l V8 Atmo     | M     | 450   | + 10 tours |     |    |                                 |                                               |                  |   |     |                      |
| 7                      | LMP2   | 38  | Performance Tech Motorsports                             | James McGuire Matthew Bell Colin Braun             | Oreca 07                       | M     | 445   | + 15 tours |     |    |                                 |                                               |                  |   |     |                      |
| 7                      | LMP2   | 38  | Performance Tech Motorsports                             | James McGuire Matthew Bell Colin Braun             | Gibson GK428 4,2 l V8 Atmo     | M     | 445   | + 15 tours |     |    |                                 |                                               |                  |   |     |                      |
| 8                      | DPi    | 55  | Mazda Motorsports                                        | Jonathan Bomarito Harry Tincknell Ryan Hunter-Reay | Mazda RT24-P                   | M     | 441   | + 19 tours |     |    |                                 |                                               |                  |   |     |                      |
| 8                      | DPi    | 55  | Mazda Motorsports                                        | Jonathan Bomarito Harry Tincknell Ryan Hunter-Reay | Mazda MZ-2.0T 2,0 l I4 Turbo   | M     | 441   | + 19 tours |     |    |                                 |                                               |                  |   |     |                      |
| 9                      | LMP2   | 51  | Inter Europol Competition                                | Austin McCusker Jakub Śmiechowski Rob Hodes        | Oreca 07                       | M     | 441   | + 19 tours |     |    |                                 |                                               |                  |   |     |                      |
| 9                      | LMP2   | 51  | Inter Europol Competition                                | Austin McCusker Jakub Śmiechowski Rob Hodes        | Gibson GK428 4,2 l V8 Atmo     | M     | 441   | + 19 tours |     |    |                                 |                                               |                  |   |     |                      |
| 10                     | GTLM   | 911 | Porsche GT Team                                          | Nick Tandy Frédéric Makowiecki Matt Campbell       | Porsche 911 RSR-19             | M     | 431   | + 29 tours |     |    |                                 |                                               |                  |   |     |                      |
| 10                     | GTLM   | 911 | Porsche GT Team                                          | Nick Tandy Frédéric Makowiecki Matt Campbell       | Porsche 4,2 L Flat-6 Atmo      | M     | 431   | + 29 tours |     |    |                                 |                                               |                  |   |     |                      |
| 11                     | GTLM   | 3   | Corvette Racing                                          | Antonio García Jordan Taylor Nicky Catsburg        | Chevrolet Corvette C8.R        | M     | 431   | + 29 tours |     |    |                                 |                                               |                  |   |     |                      |
| 11                     | GTLM   | 3   | Corvette Racing                                          | Antonio García Jordan Taylor Nicky Catsburg        | Chevrolet LT 5,5 l V8 Atmo     | M     | 431   | + 29 tours |     |    |                                 |                                               |                  |   |     |                      |
| 12                     | GTLM   | 24  | BMW Team RLL                                             | Jesse Krohn John Edwards Augusto Farfus            | BMW M8 GTE                     | M     | 431   | + 29 tours |     |    |                                 |                                               |                  |   |     |                      |
| 12                     | GTLM   | 24  | BMW Team RLL                                             | Jesse Krohn John Edwards Augusto Farfus            | BMW S63 4,0 l V8 Bi-Turbo      | M     | 431   | + 29 tours |     |    |                                 |                                               |                  |   |     |                      |
| 13                     | GTLM   | 4   | Corvette Racing                                          | Oliver Gavin Tommy Milner Marcel Fässler           | Chevrolet Corvette C8.R        | M     | 431   | + 29 tours |     |    |                                 |                                               |                  |   |     |                      |
| 13                     | GTLM   | 4   | Corvette Racing                                          | Oliver Gavin Tommy Milner Marcel Fässler           | Chevrolet LT 5,5 l V8 Atmo     | M     | 431   | + 29 tours |     |    |                                 |                                               |                  |   |     |                      |
| 14                     | GTLM   | 912 | Porsche GT Team                                          | Earl Bamber Laurens Vanthoor Mathieu Jaminet       | Porsche 911 RSR-19             | M     | 429   | Abandon    |     |    |                                 |                                               |                  |   |     |                      |
| 14                     | GTLM   | 912 | Porsche GT Team                                          | Earl Bamber Laurens Vanthoor Mathieu Jaminet       | Porsche 4,2 L Flat-6 Atmo      | M     | 429   | Abandon    |     |    |                                 |                                               |                  |   |     |                      |
| 15                     | DPi    | 77  | Mazda Motorsports                                        | Oliver Jarvis Tristan Nunez Olivier Pla            | Mazda RT24-P                   | M     | 427   | +31 tours  |     |    |                                 |                                               |                  |   |     |                      |
| 15                     | DPi    | 77  | Mazda Motorsports                                        | Oliver Jarvis Tristan Nunez Olivier Pla            | Mazda MZ-2.0T 2,0 l I4 Turbo   | M     | 427   | +31 tours  |     |    |                                 |                                               |                  |   |     |                      |
| 16                     | LMP2   | 52  | PR1/Mathiasen Motorsports                                | Patrick Kelly Simon Trummer Scott Huffaker         | Oreca 07                       | M     | 418   | Abandon    |     |    |                                 |                                               |                  |   |     |                      |
| 16                     | LMP2   | 52  | PR1/Mathiasen Motorsports                                | Patrick Kelly Simon Trummer Scott Huffaker         | Gibson GK428 4,2 l V8 Atmo     | M     | 418   | Abandon    |     |    |                                 |                                               |                  |   |     |                      |
| 17                     | GTD    | 63  | Scuderia Corsa                                           | Cooper MacNeil Alessandro Balzan Jeff Westphal     | Ferrari 488 GT3                | M     | 413   | + 47 tours |     |    |                                 |                                               |                  |   |     |                      |
| 17                     | GTD    | 63  | Scuderia Corsa                                           | Cooper MacNeil Alessandro Balzan Jeff Westphal     | Ferrari F154CB 3,9 l V8 Turbo  | M     | 413   | + 47 tours |     |    |                                 |                                               |                  |   |     |                      |
| 18                     | GTD    | 14  | AIM Vasser-Sullivan                                      | Aaron Telitz Jack Hawksworth Michael De Quesada    | Lexus RC F GT3                 | M     | 413   | + 47 tours |     |    |                                 |                                               |                  |   |     |                      |
| 18                     | GTD    | 14  | AIM Vasser-Sullivan                                      | Aaron Telitz Jack Hawksworth Michael De Quesada    | Lexus 5,0 l V8                 | M     | 413   | + 47 tours |     |    |                                 |                                               |                  |   |     |                      |
| 19                     | GTD    | 44  | GRT Magnus                                               | John Potter Andy Lally Spencer Pumpelly            | Lamborghini Huracán GT3 Evo    | M     | 413   | + 47 tours |     |    |                                 |                                               |                  |   |     |                      |
| 19                     | GTD    | 44  | GRT Magnus                                               | John Potter Andy Lally Spencer Pumpelly            | Lamborghini 5,2 l V10 Atmo     | M     | 413   | + 47 tours |     |    |                                 |                                               |                  |   |     |                      |
| 20                     | GTD    | 16  | Wright Motorsports                                       | Ryan Hardwick Patrick Long Jan Heylen              | Porsche 911 GT3R               | M     | 413   | + 47 tours |     |    |                                 |                                               |                  |   |     |                      |
| 20                     | GTD    | 16  | Wright Motorsports                                       | Ryan Hardwick Patrick Long Jan Heylen              | Porsche 4,2 L Flat-6 Atmo      | M     | 413   | + 47 tours |     |    |                                 |                                               |                  |   |     |                      |
| 21                     | GTD    | 9   | Pfaff Motorsports                                        | Dennis Olsen Zacharie Robichon Lars Kern           | Porsche 911 GT3R               | M     | 413   | + 47 tours |     |    |                                 |                                               |                  |   |     |                      |
| 21                     | GTD    | 9   | Pfaff Motorsports                                        | Dennis Olsen Zacharie Robichon Lars Kern           | Porsche 4,2 L Flat-6 Atmo      | M     | 413   | + 47 tours |     |    |                                 |                                               |                  |   |     |                      |
| 22                     | GTD    | 57  | Heinricher Racing avec Curb Agajanian Performance Group  | Alvaro Parente Misha Goikhberg Trent Hindman       | Acura NSX GT3 Evo              | M     | 413   | + 47 tours |     |    |                                 |                                               |                  |   |     |                      |
| 22                     | GTD    | 57  | Heinricher Racing avec Curb Agajanian Performance Group  | Alvaro Parente Misha Goikhberg Trent Hindman       | Acura 3,5 l V6 Turbo           | M     | 413   | + 47 tours |     |    |                                 |                                               |                  |   |     |                      |
| 23                     | GTD    | 48  | Paul Miller Racing                                       | Bryan Sellers Madison Snow Corey Lewis (en)        | Lamborghini Huracán GT3 Evo    | M     | 413   | + 47 tours |     |    |                                 |                                               |                  |   |     |                      |
| 23                     | GTD    | 48  | Paul Miller Racing                                       | Bryan Sellers Madison Snow Corey Lewis (en)        | Lamborghini 5,2 l V10 Atmo     | M     | 413   | + 47 tours |     |    |                                 |                                               |                  |   |     |                      |
| 24                     | GTD    | 12  | AIM Vasser-Sullivan                                      | Frankie Montecalvo Townsend Bell Kyle Kirkwood     | Lexus RC F GT3                 | M     | 410   | Abandon    |     |    |                                 |                                               |                  |   |     |                      |
| 24                     | GTD    | 12  | AIM Vasser-Sullivan                                      | Frankie Montecalvo Townsend Bell Kyle Kirkwood     | Lexus 5,0 l V8                 | M     | 410   | Abandon    |     |    |                                 |                                               |                  |   |     |                      |
| 25                     | GTD    | 96  | Turner Motorsport                                        | Bill Auberlen Robby Foley Dillon Machavern         | BMW M6 GT3                     | M     | 408   | + 52 tours |     |    |                                 |                                               |                  |   |     |                      |
| 25                     | GTD    | 96  | Turner Motorsport                                        | Bill Auberlen Robby Foley Dillon Machavern         | BMW P63 4,4 l V8 Turbo         | M     | 408   | + 52 tours |     |    |                                 |                                               |                  |   |     |                      |
| 26                     | DPi    | 85  | JDC Miller Motorsports                                   | Chris Miller Matheus Leist (en) Gabriel Aubry      | Cadillac DPi-V.R               | M     | 406   | + 54 tours |     |    |                                 |                                               |                  |   |     |                      |
| 26                     | DPi    | 85  | JDC Miller Motorsports                                   | Chris Miller Matheus Leist (en) Gabriel Aubry      | Cadillac 5,5 l V8 Atmo         | M     | 406   | + 54 tours |     |    |                                 |                                               |                  |   |     |                      |
| 27                     | GTLM   | 25  | BMW Team RLL                                             | Bruno Spengler Connor De Phillippi Colton Herta    | BMW M8 GTE                     | M     | 399   | + 61 tours |     |    |                                 |                                               |                  |   |     |                      |
| 27                     | GTLM   | 25  | BMW Team RLL                                             | Bruno Spengler Connor De Phillippi Colton Herta    | BMW S63 4,0 l V8 Bi-Turbo      | M     | 399   | + 61 tours |     |    |                                 |                                               |                  |   |     |                      |
| 28                     | GTD    | 86  | Meyer Shank Racing avec Curb Agajanian Performance Group | Mario Farnbacher Matt McMurry Shinya Michimi       | Acura NSX GT3 Evo              | M     | 399   | + 61 tours |     |    |                                 |                                               |                  |   |     |                      |
| 28                     | GTD    | 86  | Meyer Shank Racing avec Curb Agajanian Performance Group | Mario Farnbacher Matt McMurry Shinya Michimi       | Acura 3,5 l V6 Turbo           | M     | 399   | + 61 tours |     |    |                                 |                                               |                  |   |     |                      |
| 29                     | GTD    | 23  | The Heart of Racing                                      | Ian James Roman De Angelis Darren Turner           | Aston Martin Vantage AMR GT3   | M     | 297   | Abandon    |     |    |                                 |                                               |                  |   |     |                      |
| 29                     | GTD    | 23  | The Heart of Racing                                      | Ian James Roman De Angelis Darren Turner           | Aston Martin 4.0 L V8 Bi-Turbo | M     | 297   | Abandon    |     |    |                                 |                                               |                  |   |     |                      |
| 30                     | GTD    | 74  | Riley Motorsports                                        | Gar Robinson Lawson Aschenbach Ben Keating         | Mercedes-AMG GT3               | M     | 268   | Abandon    |     |    |                                 |                                               |                  |   |     |                      |
| 30                     | GTD    | 74  | Riley Motorsports                                        | Gar Robinson Lawson Aschenbach Ben Keating         | Mercedes-AMG M159 6,2 l V8     | M     | 268   | Abandon    |     |    |                                 |                                               |                  |   |     |                      |
| 31                     | GTD    | 30  | Team Hardpoint                                           | Rob Ferriol Markus Winkelhock Andrew Davis         | Audi R8 LMS GT3                | M     | 258   | Abandon    |     |    |                                 |                                               |                  |   |     |                      |
| 31                     | GTD    | 30  | Team Hardpoint                                           | Rob Ferriol Markus Winkelhock Andrew Davis         | Audi 5.2 L V10 Atmo            | M     | 258   | Abandon    |     |    |                                 |                                               |                  |   |     |                      |

## Pole position et record du tour
- Pole position :
- Meilleur tour en course :

## À noter
- Longueur du circuit : 2,54 miles
- Distance parcourue par les vainqueurs :